# Hái!
| Recensione      | Giudizio       |
| --------------- | -------------- |
| The Independent | molto positivo |
| Mojo            |                |
| Time Out        | molto positivo |

Hái! è il quarto e ultimo album in studio del duo inglese voce-batteria The Creatures, pubblicato nell'ottobre 2003.

## Il disco
L'album venne registrato in due fasi, la prima a Tokyo, da Budgie, il batterista dei Creatures, e l'ex Kodō Leonard Eto (i duetti e le improvvisazioni fra i due fornirono il materiale di base per l'album), la seconda a Londra, dove la cantante Siouxsie Sioux aggiunse le parti vocali. Dall'album venne estratto il singolo Godzilla!. La foto di copertina è di Kimiko Yoshida e si intitola La sposa shinto. Di Hai! esistono anche due versioni in edizione limitata, con un reportage video della session di Budgie ed Eto e con la versione strumentale dell'album. 

## Tracce
Testi di Sioux, musiche dei Creatures.
1. Say Yes! - 4:05
2. Around the World - 3:38
3. Seven Tears - 6:59
4. Godzilla! - 4:00
5. Imagoro - 4:04
6. Tourniquet - 9:19
7. Further Nearer - 5:55
8. City Island - 6:06
9. Tantara! - 6:14

Tracce bonus ristampa CD 2004
1. The Temple of Dawn -	3:28
2. Attack of the Super Vixens - 5:15
3. Godzilla (Budgie's Tokyo Fist Mix) - 6:49

## Formazione
- Siouxsie Sioux - voce
- Budgie - batteria, marimba, pianoforte, yueqin, percussioni, sintetizzatore

### Altri musicisti
- Leonard Eto - taiko